# Quercus infectoria
Quercus infectoria G.Olivier, 1801, detta anche quercia della galla o noce galla, è una pianta arborea appartenente alla famiglia delle Fagacee, diffusa nella parte orientale del bacino del Mediterraneo.
Fa da ospite ad un parassita, l'imenottero cinipide Cynips tinctoria, che infetta la pianta. La femmina dell'insetto fora le gemme e depone lì le sue uova. La puntura provoca la formazione (zoomorfosi) delle galle nelle quali le uova si schiudono e fuoriescono le larve che poi diverranno insetti adulti. La parete delle galle è molto resistente e contiene un'elevata quantità di tannini.

## Tassonomia
Ne sono riconosciute due sottospecie:
- Quercus infectoria subsp. infectoria
- Quercus infectoria subsp. veneris (A.Kern.) Meikle

Ne è inoltre nota una varietà originaria dell'Iran, Quercus infectoria var. tenuicarpa Jamzad & Panahi.

## Usi
In passato le galle di Q. infectoria erano utilizzate per la produzione di inchiostro.

Le galle sono utilizzate in farmacia per il contenuto tanninico come astringente ed emostatico per uso esterno.
La galla va raccolta prima che l'insetto con la sua attività enzimatica riesca a liberarsi bucandone la parete.